# Фелікс IV
Фелікс IV (лат. Felix; ? — 22 вересня 530, Рим) — п'ятдесят четвертий папа Римський (12 липня 526—22 вересня 530), син Касторія з Самнію. Після смерті папи Іоанна I кандидатура кардинала Фелікса підлягала затвердженню королем остготів Теодоріхом Великим, якому вибір сподобався. Боровся проти семіпелагіанізму в Галії.

## Біографія
Фелікс зробив спробу визначити до своєї смерті наступника на папському престолі, проте більшості духовенства таке рішення не сподобалось.

## Канонізація
Християнський Святий.